# Južna Afrika (regija)
Južna Afrika je najjužnejša regija Afrike. Je del podsaharske Afrike in ima nejasno mejo proti severu. Obstajajo različne geografske in geopolitične opredelitve regije Južna Afrika.

## Definicije Južne Afrike

### Organizacija združenih narodov
Znotraj OZN ni enotne opredelitve regije Južna Afrika. Statistični oddelek OZN kot regijo Južna Afrika obravnava naslednjih pet držav: 
- Bocvana
- Esvatini
- Južnoafriška republika
- Lesoto
- Namibija